# Rosenvinda
Rosenvinda (Calystegia pulchra) är en art i familjen vindeväxter. Artens ursprung är okänt men den förekommer förvildad i Sydsverige. Den växer vid stränder och på olika typer av kulturmarker och ibland som ogräs.
Rosenvinda är en flerårig, slingrande ört som kan bli tre meter hög. Bladen är skaftade med pillik bladskiva och basflikarna har en rektangulär inskärning. Blommorna sitter ensamma i bladvecken och på långa skaft. Den har två breda förblad som täcker fodret och är överlappande nedtill. De är trubbiga eller urnupna upptill. Kronan är trattformig och 5–7 centimeter bred. Frukten är en kapsel.
Rosenvinda liknar snårvinda (C. sepium), men den har blad med spetsig eller rundad inskärning vid basen, samt förblad som är spetsigt hjärtlika och knappt överlappande vid basen. 

## Synonymer
- Convolvulus dubius J.L.Gilbert
- Calystegia sylvestris f. rosea Hyl.
- Calystegia silvatica subsp. pulchra (Brummitt & Heywood) Rothm.
- Calystegia sepium subsp. pulchra (Brummitt & Heywood) Tutin